# Ломыкин, Константин Матвеевич
Константин Матвеевич Ломыкин (19 августа 1924 — 9 июля 1993), украинский советский живописец и график, народный художник УССР (1984), член Одесской организации Союза художников Украинской ССР с (1953).

## Биография
Константин Матвеевич Ломыкин родился в 1924 году в городе Глухове Сумской области.
В 1951 году окончил Одесское художественное училище, преподаватели — Л. Мучник, Н. Шелюто, М. Поплавский.
Работал в жанре тематической картины, портрета, пейзажа, натюрморта.
С 1951 года принимал участие в различных всесоюзных и зарубежных выставках.

## Выставки и собрания
Персональные выставки: Одесса (1953, 1974, 1984), Харьков (1954), Киев (1956, 1957).
В 1984 году получил звание Народного художника Украинской ССР.
На республиканской выставке в 1954 году Ломыкин представил картину «Клятва Богдана Хмельницкого над телом замученного казака». Эта картина потребовала от художника глубокого знания исторической темы, фактического материала. Перед написанием работы, как настоящий мастер, художник изучает литературу, посвященную Освободительной войне под руководством Хмельницкого, делает много зарисовок настоящего реквизита. Мастерство Константина Матвеевича состояло в глубоком раскрытии образов народных героев. Они на картине сильные, переполнены решительной верой в победу.
Произведения художника находятся в художественных музеях Украины, а также в частных коллекциях в России и за рубежом: Японии, Франции, Греции, Германии, Италии, Португалии.

## Награды
- 2 ордена «Знак Почёта» (24.11.1960; 19.08.1974)